# Ivan Jandl
Ivan Jandl (Praga, 24 gennaio 1937 – Praga, 21 novembre 1987) è stato un attore ceco.

## Biografia
Ivan Jandl nacque a Praga nel 1937 da una famiglia della piccola borghesia. La sua prima infanzia fu segnata dalla malattia, una poliomielite che per alcuni anni lo rese disabile ma dalla quale riuscì col tempo a guarire. Cominciò a recitare nel teatro della scuola unendosi quindi al celebre coro radiofonico Disman Children. Il coro fu solo una tappa per una carriera di attore bambino alla radio. A partire dal 1947 gli vennero assegnate anche delle piccole parti al cinema. La grande opportunità gli giunse quando il regista Fred Zinnemann lo scelse in un'audizione come protagonista del film Odissea tragica (1948) con Montgomery Clift. Nel film, Jandl interpretava un bambino sopravvissuto ad Auschwitz e per la sua performance il giovane attore, allora dodicenne, vinse l'Oscar giovanile nel 1949. Jandl non poté ritirare il premio di persona, dato che il governo cecoslovacco gli negò il visto e con esso le molte possibilità di lavoro offertegli dall'industria cinematografica americana. Jandl doveva essere "preservato per essere utilizzato dall'industria cinematografica ceca", ma in realtà gli si offrì l'opportunità di recitare come attore bambino solo in altre due pellicole tra la fine degli anni quaranta e i primissimi anni cinquanta.
Dopo essersi diplomato al liceo, Jandl avrebbe voluto studiare al DAMU, la Facoltà di teatro dell'Accademia delle Arti dello Spettacolo di Praga, ma paradossalmente proprio il fatto di essere stato insignito di un premio dell'industria cinematografica americana fu alla base della decisione tutta politica di rigettare la sua domanda di iscrizione. Jandl tornò a lavorare alla radio nel 1965 come direttore dei programmi, diventando un annunciatore nel 1969. Nel 1972, fu costretto a lasciare anche la radio. Ebbe poi una breve esperienza come direttore di scena in un teatro a Teplice, e questo fu tutto ciò che gli si offriva nel mondo dello spettacolo. Solo nel 1985, per la prima volta dal 1948, ebbe l'occasione di incontrare nuovamente Jarmila Novotná, la famosa cantante lirica che aveva interpretato sua madre in Odissea tragica. Nel 1987 Jandl morì all'età di 50 anni per complicazioni diabetiche nel suo appartamento a Praga.
L'asteroide 37736 Jandl è stato chiamato così in suo onore.

## Filmografia
- Varúj...!, regia di Paľo Bielik e Martin Frič (1947)
- Svedomí, regia di Jiří Krejčík (1948)
- Odissea tragica (The Search), regia di Fred Zinnemann (1948)
- Zelená knízka, regia di Josef Mach (1949)
- Vítezná kridla, regia di Čeněk Duba (1951)